# アローフィールドスタッド
アローフィールドスタッド（Arrowfield Stud）は、オーストラリアニューサウスウェールズ州スコーンにある、種牡馬の繋養及び競走馬の生産を行う牧場である。1985年設立。代表者はジョン・メサラである。

## 主な繋養馬
2024/25年
- Admire Mars(2021/22年～、シャトル種牡馬)
- Castelvecchio
- Dundeel
- Hitotsu
- Maurice(2017/18年～2019/20年・2021/22年～、シャトル種牡馬)
- Showtime
- The Autumn Sun

## 過去の繋養馬
- Animal Kingdom  (2013/14年～2017/18年、シャトル種牡馬)
- Danehill(1990/91年～2002/03年、シャトル種牡馬)
- End Sweep (1999/00年～2001/02年、シャトル種牡馬)
- Falbrav(2004/05年～2006/07年、シャトル種牡馬)
- Flying Spur
- French Deputy (2003/04年～2005/06年、シャトル種牡馬)
- Hector Protector
- Hussonet
- Mikki Isle (2017/18年～2019/20年、シャトル種牡馬)
- Not A Single Doubt
- Olympic Glory
- Orientate
- Panzer Division
- Pariah
- Real Impact  (2016/17年～2018/19年、シャトル種牡馬)
- Real Steel (2019/20年・2021/22年、シャトル種牡馬)
- Redoute's Choice
- Scissor Kick
- Smart Missile
- Starcraft
- Shalaa
- Written Tycoon
- Zafonic
- Snitzel